# روبي كلوديا دافي
روبي كلوديا دافي (بالإنجليزية: Ruby Claudia Davy)‏ هي عازفة بيانو وملحنة أسترالية، ولدت في 22 نوفمبر 1883 في Salisbury, South Australia ‏ في أستراليا، وتوفيت في 12 يوليو 1949 في ملبورن في أستراليا.